# Westholsteinische Eisenbahn-Gesellschaft
Die Westholsteinische Eisenbahn-Gesellschaft wurde 1875 mit dem Ziel gegründet, die Region Westholstein im heutigen Kreis Dithmarschen mit dem Eisenbahnknotenpunkt Neumünster und darüber hinaus mit den Städten Kiel und Lübeck zu verbinden.
Beteiligt waren das Königreich Preußen, die Altona-Kieler Eisenbahn-Gesellschaft, anliegende Kreise und Städte sowie die Stadt Tönning.

## Geschichte
Nachdem Schleswig-Holstein infolge des Deutsch-Dänischen Krieges preußisch wurde, konnte mit preußischer Förderung die Westholsteinische Eisenbahn-Gesellschaft am 22. August 1877 ihre erste 79 km lange Strecke von Neumünster über Hohenwestedt bis zur Kreisstadt Heide und über Weddinghusen weiter bis Karolinenkoog an der Eidermündung als erste Nebenbahn Deutschlands eröffnen. Dies geschah, bevor die Glückstadt-Elmshorner Eisenbahn-Gesellschaft die heutige Marschbahn von Hamburg über Itzehoe bis Heide erweitert hatte.
Von Karolinenkoog war die Stadt Tönning auf der Halbinsel Eiderstedt mittels einer Dampffähre zu erreichen, die ab dem 6. August 1878 eingesetzt wurde. Die Überbrückung des Flusses wäre wegen der beträchtlichen Breite zu kostspielig geworden und ist erst 1886 bei Friedrichstadt im Zuge der Marschbahn erfolgt. Dieser Neubau machte die Strecke nach Karolinenkoog weitgehend überflüssig, so dass der nördlichste Abschnitt nach langer Zeit der Bedeutungslosigkeit 1942 stillgelegt wurde.
Am 1. November 1878 eröffnete die Wesselburen-Heider Eisenbahn-Gesellschaft, an der die Westholsteinische und die Altona-Kieler Eisenbahn sowie die Gemeinde Wesselburen beteiligt waren, eine Strecke, die von der oben genannten Bahn in Weddinghusen abzweigte und elf Kilometer weit nach Westen bis Wesselburen führte.
Nachdem die Wesselburen-Heider Eisenbahn am 1. April 1881 in das Eigentum der Westholsteinischen Eisenbahn-Gesellschaft übergegangen war, die bisher schon den Betrieb geführt hatte, verlängerte diese die Strecke noch um zehn Kilometer bis Büsum. Der Güterverkehr begann hier am 1. November 1883, der Personenverkehr am 15. November 1883.
Am 1. Juli 1890 kaufte die preußische Staatsbahn die Gesellschaft, deren Gesamtnetz genau 100 km Länge umfasste und unterstellte sie der Eisenbahndirektion Altona.
Heute (2017) betreibt die nordbahn Eisenbahngesellschaft den Personenverkehr von Neumünster über Heide bis Büsum. Die Zweigbahn nach Karolinenkoog wurde abschnittsweise eingestellt. Der Personenverkehr – zuletzt bis Hemmerwurth – endete am 23. Mai 1954; der Güterverkehr dorthin wurde noch fünf Jahre länger bedient.